# Ellerbe
Ellerbe és una població dels Estats Units a l'estat de Carolina del Nord. Segons el cens del 2000 tenia 1.021 habitants.

## Demografia
Segons el cens del 2000, Ellerbe tenia 1.021 habitants, 398 habitatges i 269 famílies. La densitat de població era de 268,2 habitants per km².
Dels 398 habitatges en un 32,7% hi vivien nens de menys de 18 anys, en un 37,9% hi vivien parelles casades, en un 25,4% dones solteres, i en un 32,4% no eren unitats familiars. En el 29,6% dels habitatges hi vivien persones soles el 13,8% de les quals corresponia a persones de 65 anys o més que vivien soles. El nombre mitjà de persones vivint en cada habitatge era de 2,55 i el nombre mitjà de persones que vivien en cada família era de 3,16.
Per edats la població es repartia de la següent manera: un 30,7% tenia menys de 18 anys, un 7,8% entre 18 i 24, un 26,2% entre 25 i 44, un 19,8% de 45 a 60 i un 15,5% 65 anys o més.
L'edat mediana era de 33 anys. Per cada 100 dones de 18 o més anys hi havia 74,8 homes.
La renda mediana per habitatge era de 21.118 $ i la renda mediana per família de 29.091 $. Els homes tenien una renda mediana de 25.625 $ mentre que les dones 16.544 $. La renda per capita de la població era de 12.327 $. Entorn del 27,9% de les famílies i el 29,5% de la població estaven per davall del llindar de pobresa.

## Poblacions més properes
El següent diagrama mostra les poblacions més properes.